# Пещера Кирилловская
Пещера Кирилловская, пещера имени Кириллова (КН 151-1) — карстовая пещера на плато горного массива Ай-Петринской яйлы в Крыму. Относится к Горно-Крымской карстовой области.

## Описание
Карстовая пещера, подземная полость-источник на Ай-Петринском горном массиве, кадастровый номер 151-1. Заложена в верхнеюрских известняках. Протяженность 55 м, глубина 10 м, площадь 60 м². Названа в 1960 году сотрудниками Крымской карстовой экспедиции (ККЭ) в честь учителя из села Скеля (ныне Родниковское) в Байдарской долине Федора Алексеевича Кириллова, открывшего в 1904 году крупную Скельскую пещеру, и его сына, Бориса Федоровича Кириллова, в 1940— 1970-е годах бывшего проводником в этой пещере.
Одноимённые пещеры существуют в Хакасии (природная) и в Киеве (искусственная, другое название Змиева).